# Albi fuori serie di Nathan Never
Gli albi fuori serie di Nathan Never sono pubblicazioni che esulano dalla serie regolare di Nathan Never, che la Sergio Bonelli Editore ha affiancato alle storie inedite con cadenza perlopiù annuale. L'elenco comprende i seguenti:
- Speciale Nathan Never, albi di formato consueto ma con un numero maggiore di pagine a cui inizialmente erano allegati degli albi di formato ridotto tra cui alcuni con protagonisti i personaggi minori.[1]
- Nathan Never gigante, albi di grande formato a cadenza annuale. Dal n. 17 la testata si riduce di formato e diventa Le grandi storie di Nathan Never e dal n. 19 diventa Nathan Never - Annozero a periodicità mensile, che racconta le origini del personaggio sotto una nuova luce.[2] Seguono dal n. 25 Nathan Never - Rinascita e dal n. 31 Nathan Never - Generazioni, miniserie mensile a tema multiverso, multipli generi, multiple terre, multipli Nathan, 6 differenti sguardi sull'universo di Nathan Never. Il n. 37, Nathan Never - Stazione Spaziale Internazionale, segna la collaborazione con ASI ed ESA e dal n. 38 al 40 si svolge la miniserie Nathan Never - Deep Space. Dal numero 41 nella testata viene pubblicata la miniserie Nathan Never - Missione Giove. Il 45º albo propone una ristampa di varie storie di Nathan Never e della Justice League, nel medesimo albo si ristampa anche il crossover tra Nathan Never e Justice League.
- Almanacco della fantascienza/Nathan Never Magazine, albi annuali della Collana Almanacchi i quali, oltre a contenere una storia completa di 92 pagine, includono anche le recensioni cinematografiche e letterarie delle novità riguardanti il genere fantascientifico. Dal 2015 la serie è stata rinominata Nathan Never Magazine.[3]
- Maxi Nathan Never, che escono a cadenza irregolare, differiscono dagli albi classici solo per una maggiore foliazione e vi sono normalmente compresi più episodi.
- Agenzia Alfa, spin-off con uscite irregolari (perlopiù semestrali), alcuni contenenti un'unica storia e altri a episodi incentrati sui componenti dell’Agenzia Alfa e non focalizzati su Nathan Never.[4][5]
- Asteroide Argo, altro spin-off a uscite irregolari, presenta le avventure dell’equipaggio dell’Asteroide Argo, apparso nella serie Agenzia Alfa, con storie più ispirate alla space opera che non alla fantascienza tipica delle altre testate.[6]
- Universo Alfa, serie a cadenza semestrale in cui si alternano più filoni narrativi dedicati a particolari personaggi, con una foliazione maggiore.[7]
- One Shot, storie auto-conclusive.

## Speciale Nathan Never
| Nr. | Titolo                       | Pubblicato il | Soggetto                                       | Sceneggiatura                          | Disegni                                                        | Copertina          |
| --- | ---------------------------- | ------------- | ---------------------------------------------- | -------------------------------------- | -------------------------------------------------------------- | ------------------ |
| 1   | Cybermaster!                 | giugno 1992   | Bepi Vigna                                     | Bepi Vigna                             | Roberto De Angelis                                             | Claudio Castellini |
| 2   | Dallo spazio profondo        | giugno 1993   | Michele Medda                                  | Michele Medda                          | Roberto De Angelis                                             | Claudio Castellini |
| 3   | Caccia al ladro              | dicembre 1993 | Antonio Serra                                  | Antonio Serra                          | Stefano Casini                                                 | Claudio Castellini |
| 4   | Fantasmi a Venezia           | novembre 1994 | Antonio Serra                                  | Antonio Serra                          | Esposito Bros                                                  | Claudio Castellini |
| 5   | Il giorno della meteora      | dicembre 1995 | Antonio Serra Vincenzo Beretta                 | Vincenzo Beretta                       | Francesco Rizzato                                              | Claudio Castellini |
| 6   | Legami di sangue             | dicembre 1996 | Antonio Serra                                  | Stefano Piani Alberto Ostini           | Stefano Casini                                                 | Claudio Villa      |
| 7   | L'isola del tesoro           | dicembre 1997 | Bepi Vigna                                     | Bepi Vigna                             | Andrea Cascioli                                                | Claudio Villa      |
| 8   | Oceano Verde                 | ottobre 1998  | Stefano Vietti                                 | Stefano Vietti                         | Dante Bastianoni                                               | Claudio Villa      |
| 9   | Missione nello spazio        | novembre 1999 | Alberto Ostini Stefano Piani Paolo Di Clemente | Alberto Ostini Stefano Piani           | Paolo Di Clemente                                              | Claudio Villa      |
| 10  | Minaccia dal cielo           | novembre 2000 | Alberto Ostini                                 | Alberto Ostini                         | Francesco Bastianoni                                           | Claudio Villa      |
| 11  | Doppia identità              | novembre 2001 | Stefano Vietti                                 | Stefano Vietti                         | Dante Bastianoni                                               | Claudio Villa      |
| 12  | Sesto potere                 | novembre 2002 | Stefano Piani Alberto Ostini                   | Stefano Piani Alberto Ostini           | Matteo Resinanti                                               | Roberto De Angelis |
| 13  | Uccidete Nathan Never!       | novembre 2003 | Stefano Piani                                  | Stefano Piani                          | Matteo Resinanti                                               | Roberto De Angelis |
| 14  | L'uomo che sfidò la morte    | dicembre 2004 | Antonio Serra                                  | Antonio Serra                          | Paolo Di Clemente                                              | Roberto De Angelis |
| 15  | I sopravvissuti di Titano    | dicembre 2005 | Bepi Vigna                                     | Bepi Vigna                             | Gino Vercelli                                                  | Roberto De Angelis |
| 16  | Il ritorno di Legs           | dicembre 2006 | Stefano Vietti                                 | Stefano Vietti                         | Massimiliano Bertolini                                         | Roberto De Angelis |
| 17  | Affari sporchi               | dicembre 2007 | Bepi Vigna                                     | Bepi Vigna                             | Gino Vercelli                                                  | Roberto De Angelis |
| 18  | Terrore senza nome           | novembre 2008 | Stefano Vietti                                 | Stefano Vietti                         | Paolo Di Clemente                                              | Roberto De Angelis |
| 19  | Senza domani (Prima Parte)   | novembre 2009 | Stefano Piani                                  | Stefano Piani                          | Max Bertolini                                                  | Roberto De Angelis |
| 19  | Senza domani (Seconda Parte) | novembre 2009 | Stefano Vietti                                 | Stefano Vietti                         | Roberto De Angelis                                             | Roberto De Angelis |
| 20  | Non umano                    | novembre 2010 | Mirko Perniola                                 | Mirko Perniola                         | Gino Vercelli                                                  | Roberto De Angelis |
| 21  | Tre passi nel domani         | luglio 2011   | Bepi Vigna Michele Medda Antonio Serra         | Bepi Vigna Michele Medda Antonio Serra | Nicola Mari Germano Bonazzi Roberto De Angelis                 | Roberto De Angelis |
| 22  | I contaminati                | dicembre 2011 | Stefano Vietti                                 | Stefano Vietti                         | Gièz                                                           | Roberto De Angelis |
| 23  | Il predatore                 | dicembre 2012 | Giovanni Eccher                                | Giovanni Eccher                        | Mario Jannì                                                    | Roberto De Angelis |
| 24  | Nella tela del ragno         | dicembre 2013 | Stefano Vietti                                 | Stefano Vietti                         | Dante Bastianoni                                               | Roberto De Angelis |
| 25  | Alla deriva                  | dicembre 2014 | Giovanni Eccher                                | Giovanni Eccher                        | Matteo Resinanti Antonella Vicari                              | Roberto De Angelis |
| 26  | Arkadin il sicario           | dicembre 2015 | Michele Medda                                  | Michele Medda Claudio Fattori          | Stefano Casini                                                 | Roberto De Angelis |
| 27  | Gli spiriti della Terra      | dicembre 2016 | Alessandro Russo                               | Alessandro Russo                       | Alessandro Russo Francesca Palomba Riccardo Chiereghin         | Roberto De Angelis |
| 28  | Assassini senza volto        | dicembre 2017 | Bepi Vigna                                     | Bepi Vigna                             | Antonio Fara                                                   | Roberto De Angelis |
| 29  | Joseph & Mary                | dicembre 2018 | Michele Medda                                  | Michele Medda                          | Germano Bonazzi                                                | Roberto De Angelis |
| 30  | Dentro il buio               | dicembre 2019 | Alessandro Russo                               | Alessandro Russo                       | Francesca Palomba                                              | Sergio Giardo      |
| 31  | Ritorno all'inferno          | dicembre 2020 | Bepi Vigna                                     | Bepi Vigna                             | Dante Bastianoni                                               | Sergio Giardo      |
| 32  | Ricatto alla città           | dicembre 2021 | Michele Medda                                  | Michele Medda                          | Silvia Corbetta                                                | Sergio Giardo      |
| 33  | Le stagioni del dolore       | dicembre 2022 | Davide Rigamonti                               | Davide Rigamonti                       | Mario rossi, Emanuele Boccanfuso, Antonella Vicari e Ivan Zoni | Sergio Giardo      |
| 34  | Giochi di potere             | dicembre 2023 | Michele Medda                                  | Michele Medda                          | Silvia Corbetta e Ivan Zoni                                    | Sergio Giardo      |
| 35  | Oltre lo spazio-tempo        | dicembre 2024 | Bepi Vigna                                     | Bepi Vigna                             | Germano Bonazzi                                                | Sergio Giardo      |

Ai primi speciali sono stati allegati i seguenti volumetti (per le brevi storie a fumetti l'ordine è il seguente: personaggio protagonista, titolo d'episodio, sceneggiatore/soggettista - disegnatore - copertinista):
- Speciale n. 1: Nathan Never presenta il cinema di fantascienza (a cura di Michele Medda, Antonio Serra e Bepi Vigna),
- Speciale n. 2: Legs Weaver - Le mura di Blackwall (Antonio Serra - Ivan Calcaterra - Claudio Castellini),
- Speciale n. 3: Legs Weaver - Miraggi (Michele Medda - Andrea Artusi - Claudio Castellini),
- Speciale n. 4: Legs Weaver - Arriva Legs! (Antonio Serra - Guido Masala - Mario Atzori),
- Speciale n. 5: Nathan Never - Cronache del Futuro - Cronologia dell'universo di Nathan Never (a cura di Gabriella Cordone e Alberto Lisiero),
- Speciale n. 6: Sigmund - Gli oceani del cyberspazio (Claudio Fattori - Luigi Simeoni - Roberto De Angelis),
- Speciale n. 7: Janine - Una giornata all'Agenzia Alfa (Katia Albini - Mario Alberti - Roberto De Angelis),
- Speciale n. 8: Janine - Danze della Morte (Katia Albini - Elena Pianta - Roberto De Angelis),
- Speciale n. 9: Sigmund - Il Minotauro (Alberto Ostini - Luigi Simeoni - Roberto De Angelis),

## Nathan Never gigante
| Nº tot.                                         | Nº in serie | Titolo                                            | Data di pubblicazione | Soggetto                                   | Sceneggiatura                              | Disegni                                                                  | Copertina                                          | Colori                                             |
| ----------------------------------------------- | ----------- | ------------------------------------------------- | --------------------- | ------------------------------------------ | ------------------------------------------ | ------------------------------------------------------------------------ | -------------------------------------------------- | -------------------------------------------------- |
| 1                                               | 1           | Doppio futuro                                     | febbraio 1995         | Antonio Serra                              | Antonio Serra                              | Roberto De Angelis                                                       | Roberto De Angelis                                 |                                                    |
| 2                                               | 2           | Odissea nel futuro                                | novembre 1996         | Antonio Serra                              | Antonio Serra                              | Mario Alberti                                                            | Mario Alberti                                      |                                                    |
| 3                                               | 3           | Un nuovo futuro                                   | febbraio 1998         | Antonio Serra                              | Antonio Serra                              | Luigi Simeoni e Giancarlo Olivares                                       | Luigi Simeoni                                      |                                                    |
| 4                                               | 4           | La rivolta                                        | febbraio 1999         | Michele Medda                              | Michele Medda                              | Stefano Casini                                                           | Stefano Casini                                     |                                                    |
| 5                                               | 5           | Nemo                                              | marzo 2000            | Stefano Piani                              | Stefano Piani                              | Germano Bonazzi                                                          | Germano Bonazzi                                    |                                                    |
| 6                                               | 6           | La grande minaccia                                | novembre 2001         | Stefano Vietti                             | Stefano Vietti                             | Germano Bonazzi                                                          | Germano Bonazzi                                    |                                                    |
| 7                                               | 7           | Le due nemiche                                    | novembre 2002         | Stefano Vietti                             | Stefano Vietti                             | Paolo Di Clemente                                                        | Paolo Di Clemente                                  |                                                    |
| 8                                               | 8           | L'ultimo viaggio del Nautilus                     | ottobre 2003          | Stefano Vietti                             | Stefano Vietti                             | Antonella Platano e Maurizio Grandin                                     | Antonella Platano                                  |                                                    |
| 9                                               | 9           | Universi paralleli                                | marzo 2005            | Antonio Serra                              | Antonio Serra                              | Gino Vercelli                                                            | Gino Vercelli                                      |                                                    |
| 10                                              | 10          | I ribelli di Marte                                | febbraio 2006         | Bepi Vigna                                 | Bepi Vigna                                 | Germano Bonazzi                                                          | Germano Bonazzi                                    |                                                    |
| 11                                              | 11          | Cuore nero                                        | marzo 2007            | Alberto Ostini                             | Alberto Ostini                             | Antonella Platano                                                        | Antonella Platano                                  |                                                    |
| 12                                              | 12          | Memorie rubate                                    | marzo 2009            | Stefano Vietti                             | Stefano Vietti                             | Max Bertolini                                                            | Max Bertolini                                      |                                                    |
| 13                                              | 13          | Ai confini della mente                            | marzo 2010            | Bepi Vigna                                 | Bepi Vigna                                 | Paolo Di Clemente                                                        | Paolo Di Clemente                                  |                                                    |
| 14                                              | 14          | La sorgente nascosta                              | marzo 2011            | Germano Bonazzi                            | Stefano Vietti                             | Germano Bonazzi                                                          | Germano Bonazzi                                    |                                                    |
| 15                                              | 15          | Un mondo vuoto                                    | marzo 2012            | Davide Rigamonti                           | Davide Rigamonti                           | Paolo Di Clemente                                                        | Paolo Di Clemente                                  |                                                    |
| 16                                              | 16          | L'impero dei mutati                               | marzo 2013            | Mirko Perniola                             | Mirko Perniola                             | Max Bertolini                                                            | Max Bertolini                                      |                                                    |
| Le grandi storie di Nathan Never                |             |                                                   |                       |                                            |                                            |                                                                          |                                                    |                                                    |
| 17                                              | 1           | I giorni della maschera                           | marzo 2014            | Davide Rigamonti                           | Davide Rigamonti                           | Corrado Roi                                                              | Corrado Roi                                        |                                                    |
| 18                                              | 2           | Nathan contro Legs                                | marzo 2015            | Giovanni Eccher                            | Giovanni Eccher                            | Patrizia Mandanici                                                       | Patrizia Mandanici                                 |                                                    |
| Nathan Never - Annozero                         |             |                                                   |                       |                                            |                                            |                                                                          |                                                    |                                                    |
| 19                                              | 1           | Giorni oscuri                                     | giugno 2016           | Bepi Vigna                                 | Bepi Vigna                                 | Roberto De Angelis                                                       | Roberto De Angelis                                 |                                                    |
| 20                                              | 2           | L'inizio della notte                              | luglio 2016           | Bepi Vigna                                 | Bepi Vigna                                 | Roberto De Angelis                                                       | Roberto De Angelis                                 |                                                    |
| 21                                              | 3           | La vera fine di Ned Mace                          | agosto 2016           | Bepi Vigna                                 | Bepi Vigna                                 | Roberto De Angelis                                                       | Roberto De Angelis                                 |                                                    |
| 22                                              | 4           | Agenti Alfa                                       | settembre 2016        | Bepi Vigna                                 | Bepi Vigna                                 | Roberto De Angelis                                                       | Roberto De Angelis                                 |                                                    |
| 23                                              | 5           | Crisi internazionale                              | ottobre 2016          | Bepi Vigna                                 | Bepi Vigna                                 | Roberto De Angelis                                                       | Roberto De Angelis                                 |                                                    |
| 24                                              | 6           | L'ultima verità                                   | novembre 2016         | Bepi Vigna                                 | Bepi Vigna                                 | Roberto De Angelis                                                       | Roberto De Angelis                                 |                                                    |
| Nathan Never - Rinascita                        |             |                                                   |                       |                                            |                                            |                                                                          |                                                    |                                                    |
| 25                                              | 1           | Ritorno alla Terra                                | giugno 2017           | Michele Medda                              | Michele Medda                              | Germano Bonazzi                                                          | Germano Bonazzi (disegni) Gianmauro Cozzi (colori) |                                                    |
| 26                                              | 2           | Senza tregua                                      | luglio 2017           | Michele Medda                              | Michele Medda                              | Germano Bonazzi                                                          | Germano Bonazzi (disegni) Gianmauro Cozzi (colori) |                                                    |
| 27                                              | 3           | La tela del ragno                                 | agosto 2017           | Michele Medda                              | Michele Medda                              | Germano Bonazzi                                                          | Germano Bonazzi (disegni) Gianmauro Cozzi (colori) |                                                    |
| 28                                              | 4           | L'uomo e la macchina                              | settembre 2017        | Michele Medda                              | Michele Medda                              | Germano Bonazzi                                                          | Germano Bonazzi (disegni) Gianmauro Cozzi (colori) |                                                    |
| 29                                              | 5           | Spettri                                           | ottobre 2017          | Michele Medda                              | Michele Medda                              | Germano Bonazzi                                                          | Germano Bonazzi (disegni) Gianmauro Cozzi (colori) |                                                    |
| 30                                              | 6           | Il richiamo del sangue                            | novembre 2017         | Michele Medda                              | Michele Medda                              | Germano Bonazzi                                                          | Germano Bonazzi (disegni) Gianmauro Cozzi (colori) |                                                    |
| Nathan Never - Generazioni                      |             |                                                   |                       |                                            |                                            |                                                                          |                                                    |                                                    |
| 31                                              | 1           | Hell City Blues                                   | giugno 2018           | Antonio Serra                              | Giovanni Eccher                            | Alessandro Russo                                                         | Gianmauro Cozzi                                    |                                                    |
| 32                                              | 2           | Il guerriero della polvere                        | luglio 2018           | Antonio Serra                              | Giovanni Eccher                            | Silvia Corbetta Mariano De Biase                                         | Silvia Corbetta Mariano De Biase                   |                                                    |
| 33                                              | 3           | I dominatori del cosmo                            | agosto 2018           | Antonio Serra                              | Giovanni Eccher                            | Andrea Bormida                                                           | Andrea Bormida                                     |                                                    |
| 34                                              | 4           | Base lunare Alfa                                  | settembre 2018        | Antonio Serra                              | Adriano Barone                             | Sergio Giardo                                                            | Sergio Giardo                                      |                                                    |
| 35                                              | 5           | L'era delle chimere                               | ottobre 2018          | Antonio Serra                              | Adriano Barone                             | Rosario Raho                                                             | Rosario Raho                                       |                                                    |
| 36                                              | 6           | Gli Alfa e gli Omega                              | novembre 2018         | Antonio Serra                              | Adriano Barone                             | Massimo Dall'Oglio                                                       | Massimo Dall'Oglio                                 |                                                    |
| Nathan Never - Stazione Spaziale Internazionale |             |                                                   |                       |                                            |                                            |                                                                          |                                                    |                                                    |
| 37                                              | 1           | Stazione spaziale internazionale                  | marzo 2020            | Bepi Vigna                                 | Bepi Vigna                                 | Sergio Giardo                                                            | Sergio Giardo                                      | Romina Denti                                       |
| Nathan Never - Deep Space                       |             |                                                   |                       |                                            |                                            |                                                                          |                                                    |                                                    |
| 38                                              | 1           | Yari Kiran                                        | luglio 2020           | Mirko Perniola                             | Mirko Perniola                             | Silvia Corbetta                                                          | Ivan Calcaterra                                    |                                                    |
| 39                                              | 2           | Il pianeta vivente                                | agosto 2020           | Mirko Perniola                             | Mirko Perniola                             | Simona Denna, Ivan Calcaterra                                            | Ivan Calcaterra                                    |                                                    |
| 40                                              | 3           | La rana e lo scorpione                            | settembre 2020        | Mirko Perniola                             | Mirko Perniola                             | Ivan Calcaterra, Massimo dall'Oglio                                      | Ivan Calcaterra                                    |                                                    |
| Nathan Never - Missione Giove                   |             |                                                   |                       |                                            |                                            |                                                                          |                                                    |                                                    |
| 41                                              | 1           | La squadra Hawks                                  | 27 maggio 2021        | Bepi Vigna                                 | Bepi Vigna                                 | Max Bertolini, Germano Bonazzi                                           | Ivan Zoni                                          |                                                    |
| 42                                              | 2           | La creatura nel ghiaccio                          | 24 giugno 2021        | Bepi Vigna                                 | Bepi Vigna                                 | Max Bertolini, Germano Bonazzi                                           | Ivan Zoni                                          |                                                    |
| 43                                              | 3           | Il segreto degli Eloym                            | 24 luglio 2021        | Bepi Vigna                                 | Bepi Vigna                                 | Max Bertolini, Germano Bonazzi                                           | Ivan Zoni                                          |                                                    |
| 44                                              | 4           | Viaggio infinito                                  | 24 agosto 2021        | Bepi Vigna                                 | Bepi Vigna                                 | Max Bertolini, Germano Bonazzi                                           | Ivan Zoni                                          |                                                    |
| Nathan Never & Justice League                   |             |                                                   |                       |                                            |                                            |                                                                          |                                                    |                                                    |
| 45                                              | 1           | Doppio futuro                                     | marzo 2022            | Michele Medda, Bepi Vigna                  | Michele Medda, Bepi Vigna, Adriano Barone  | Sergio Giardo                                                            | Emiliano Mammucari                                 | Daria Cerchi, Virginia Chiabotti, Mariano De Biase |
| 45                                              | 1           | Starro il conquistadore                           | marzo 2022            | Gardner Fox                                | Gardner Fox                                | Matite: Mike Sekowsky Chine: Bernard Sachs, Joe Giella e Murphy Anderson | Emiliano Mammucari                                 | ?                                                  |
| 45                                              | 1           | "Luna"                                            | marzo 2022            | Bepi Vigna                                 | Bepi Vigna                                 | Claudio Castellini                                                       | Emiliano Mammucari                                 | Claudio Castellini                                 |
| 45                                              | 1           | "Seme stellare:l'origine segreta della nuova JLA" | marzo 2022            | Grant Morrison e Mark Millar               | Grant Morrison e Mark Millar               | Matite: Howard Porter Chine: John Dell                                   | Emiliano Mammucari                                 | John Kalisz                                        |
| 46                                              | 2           | Doppio Universo                                   | Novembre 2024         | Michele Medda, Bepi Vigna e Adriano Baroni | Michele Medda, Bepi Vigna e Adriano Baroni | Sergio Giardo                                                            | Sergio Giardo                                      | Daria Cerchi, Virginia Chiabotti, Mariano De Biase |

## Almanacco della fantascienza/Nathan Never Magazine
| Anno   | Titolo                                                          | Mese di pubblicazione | Soggetto                                                                                              | Sceneggiatura                                                                                         | Disegni                                                       | Copertina                            |
| ------ | --------------------------------------------------------------- | --------------------- | --- | --- | ------------------------------------------------------------- | ------------------------------------ |
| 1993   | Vendetta yakuza                                                 | luglio                | Bepi Vigna                                                                                            | Bepi Vigna                                                                                            | Roberto De Angelis                                            | Claudio Castellini                   |
| 1994   | La pietra antica                                                | luglio                | Bepi Vigna                                                                                            | Bepi Vigna                                                                                            | Nicola Mari                                                   | Claudio Villa                        |
| 1995   | Storie di un futuro passato                                     | luglio                | Bepi Vigna                                                                                            | Bepi Vigna                                                                                            | Andrea Artusi / Onofrio Catacchio / Ernestino Michelazzo      | Claudio Villa                        |
| 1996   | La giovinezza di Nathan Never                                   | luglio                | Bepi Vigna                                                                                            | Bepi Vigna                                                                                            | Nicola Mari                                                   | Claudio Villa                        |
| 1997   | La stagione dei dischi volanti                                  | luglio                | Bepi Vigna                                                                                            | Bepi Vigna                                                                                            | Andrea Mutti                                                  | Claudio Villa                        |
| 1998   | Il ragazzo che scoprì l'universo                                | luglio                | Bepi Vigna                                                                                            | Bepi Vigna                                                                                            | Andrea Mutti                                                  | Claudio Villa                        |
| 1999   | Il testimone                                                    | luglio                | Stefano Piani                                                                                         | Stefano Piani                                                                                         | Onofrio Catacchio                                             | Claudio Villa                        |
| 2000   | I pirati dello spazio                                           | luglio                | Bepi Vigna                                                                                            | Bepi Vigna                                                                                            | Antonio Fara                                                  | Claudio Villa                        |
| 2001   | Fuga dal Pianeta Rosso                                          | luglio                | Michele Medda                                                                                         | Michele Medda                                                                                         | Onofrio Catacchio                                             | Claudio Villa                        |
| 2002   | Trappola al 30º piano                                           | luglio                | Bepi Vigna                                                                                            | Bepi Vigna                                                                                            | Dante Bastianoni                                              | Claudio Villa                        |
| 2003   | Le voci della Città                                             | luglio                | Michele Medda                                                                                         | Michele Medda                                                                                         | Onofrio Catacchio                                             | Roberto De Angelis                   |
| 2004   | Sangue innocente                                                | luglio                | Stefano Piani                                                                                         | Stefano Piani                                                                                         | Luigi Simeoni                                                 | Roberto De Angelis                   |
| 2005   | Il mondo di Nancy                                               | luglio                | Bepi Vigna                                                                                            | Bepi Vigna                                                                                            | Romeo Toffanetti                                              | Roberto De Angelis                   |
| 2006   | Omicidi in rete                                                 | luglio                | Bepi Vigna                                                                                            | Bepi Vigna                                                                                            | Gino Vercelli                                                 | Roberto De Angelis                   |
| 2007   | Luna 51                                                         | luglio                | Bepi Vigna                                                                                            | Bepi Vigna                                                                                            | Patrizia Mandanici / Silvia Corbetta                          | Roberto De Angelis                   |
| 2008   | Il traditore                                                    | luglio                | Bepi Vigna                                                                                            | Bepi Vigna                                                                                            | Romeo Toffanetti                                              | Roberto De Angelis                   |
| 2009   | Il grande buio                                                  | luglio                | Stefano Piani                                                                                         | Stefano Piani                                                                                         | Paolo Di Clemente                                             | Roberto De Angelis                   |
| 2010   | La rivolta dei robot                                            | luglio                | Bepi Vigna                                                                                            | Bepi Vigna                                                                                            | Paolo Di Clemente                                             | Roberto De Angelis                   |
| 2011   | Zanne d'acciaio                                                 | luglio                | Davide Rigamonti                                                                                      | Davide Rigamonti                                                                                      | Giuseppe Barbati / Luca Casalanguida                          | Roberto De Angelis                   |
| 2012   | La legge dei Raminghi                                           | luglio                | Mirko Perniola                                                                                        | Mirko Perniola                                                                                        | Mario Rossi                                                   | Roberto De Angelis                   |
| 2013   | La confraternita                                                | luglio                | Davide Rigamonti                                                                                      | Davide Rigamonti                                                                                      | Gièz                                                          | Roberto De Angelis                   |
| 2014   | No gravity art                                                  | luglio                | Andrea Artusi                                                                                         | Andrea Artusi                                                                                         | Andrea Artusi / Carlo Velardi                                 | Roberto De Angelis                   |
| 1 2015 | Lone Star                                                       | luglio                | Giovanni Gualdoni                                                                                     | Giovanni Gualdoni                                                                                     | Dante Bastianoni                                              | Giancarlo Olivares                   |
| 1 2015 | La danza delle luci blu                                         | luglio                | Michele Medda                                                                                         | Michele Medda                                                                                         | Nicola Mari                                                   | Giancarlo Olivares                   |
| 1 2015 | La sfida                                                        | luglio                | Bepi Vigna                                                                                            | Bepi Vigna                                                                                            | Germano Bonazzi                                               | Giancarlo Olivares                   |
| 1 2015 | Colonie                                                         | luglio                | Michele Medda                                                                                         | Michele Medda                                                                                         | Nicola Mari                                                   | Giancarlo Olivares                   |
| 2 2016 | Il numero cento                                                 | luglio                | Bepi Vigna                                                                                            | Bepi Vigna                                                                                            | Roberto De Angelis                                            | Roberto De Angelis                   |
| 2 2016 | Mister No e Nathan Never - Il mondo futuro… Il futuro del mondo | luglio                | Guido Nolitta Luigi Mignacco Bepi Vigna                                                               | Guido Nolitta Luigi Mignacco Bepi Vigna                                                               | Roberto Diso Nicola Mari                                      | Roberto De Angelis                   |
| 2 2016 | Guerra alla Yakuza                                              | luglio                | Michele Medda Antonio Serra Bepi Vigna                                                                | Michele Medda Antonio Serra Bepi Vigna                                                                | Roberto De Angelis                                            | Roberto De Angelis                   |
| 2 2016 | Terra                                                           | luglio                | Bepi Vigna                                                                                            | Bepi Vigna                                                                                            | Andrea Cascioli                                               | Roberto De Angelis                   |
| 3 2017 | Giochi di guerra                                                | luglio                | Michele Medda Antonio Serra e Bepi Vigna                                                              | Michele Medda Antonio Serra e Bepi Vigna                                                              | Roberto De Angelis                                            | Germano Bonazzi                      |
| 3 2017 | La ladra                                                        | luglio                | Antonio Serra                                                                                         | Antonio Serra                                                                                         | Giancarlo Olivares                                            | Germano Bonazzi                      |
| 3 2017 | I mille volti di Legs                                           | luglio                | Michele Medda, Leo Ortolani, Alberto Ostini, Stefano Piani, Antonio Serra, Stefano Vietti, Bepi Vigna | Michele Medda, Leo Ortolani, Alberto Ostini, Stefano Piani, Antonio Serra, Stefano Vietti, Bepi Vigna | Silvio Camboni, Giancarlo Olivares, Leo Ortolani, Vanna Vinci | Germano Bonazzi                      |
| 4 2018 | Fantasmi a Venezia                                              | agosto                | Antonio Serra                                                                                         | Antonio Serra                                                                                         | Esposito Bros                                                 | Roberto De Angelis                   |
| 5 2019 | Cybermaster!                                                    | agosto                | Bepi Vigna                                                                                            | Bepi Vigna                                                                                            | Roberto De Angelis                                            | Roberto De Angelis                   |
| 6 2020 | Il flauto di Pan                                                | agosto                | Alfredo Castelli e Sauro Pennacchioli                                                                 | Alfredo Castelli e Sauro Pennacchioli                                                                 | Claudio Villa                                                 | Roberto De Angelis e Gianmauro Cozzi |
| 6 2020 | Il grande Judok                                                 | agosto                | Gianluigi Bonelli                                                                                     | Gianluigi Bonelli                                                                                     | Giovanni Ticci                                                | Roberto De Angelis e Gianmauro Cozzi |
| 6 2020 | Il pianeta rosso                                                | agosto                | Michele Medda                                                                                         | Michele Medda                                                                                         | Germano Bonazzi                                               | Roberto De Angelis e Gianmauro Cozzi |

## Maxi Nathan Never
| Nr. | Anno | Titolo                     | Mese     | Soggetto e Sceneggiatura          | Disegni                             | Copertina          |
| --- | ---- | -------------------------- | -------- | --------------------------------- | ----------------------------------- | ------------------ |
| 1   | 2004 | Il fabbricante di bambole  | dicembre | Stefano Piani                     | Matteo Resinanti                    | Roberto De Angelis |
| 1   | 2004 | La vendetta di Cotton      | dicembre | Stefano Piani                     | Luigi Simeoni                       | Roberto De Angelis |
| 1   | 2004 | Il labirinto               | dicembre | Bepi Vigna                        | Romeo Toffanetti                    | Roberto De Angelis |
| 2   | 2006 | Contatto                   | aprile   | Stefano Piani                     | Matteo Resinanti e Gianmauro Cozzi  | Roberto De Angelis |
| 2   | 2006 | Assassinio sul TB 961      | aprile   | Stefano Piani                     | Stefano Casini                      | Roberto De Angelis |
| 2   | 2006 | L'uomo virtuale            | aprile   | Stefano Piani                     | Onofrio Catacchio                   | Roberto De Angelis |
| 3   | 2007 | Intrigo Internazionale     | aprile   | Bepi Vigna                        | Germano Bonazzi                     | Roberto De Angelis |
| 3   | 2007 | Pleasant City              | aprile   | Bepi Vigna                        | Gino Vercelli                       | Roberto De Angelis |
| 4   | 2008 | Grida nel buio             | aprile   | Michele Medda                     | Mario Rossi                         | Roberto De Angelis |
| 4   | 2008 | Un caso dal passato        | aprile   | Stefano Piani                     | Paolo Di Clemente                   | Roberto De Angelis |
| 5   | 2009 | Prigionieri nello spazio   | aprile   | Bepi Vigna                        | Maurizio Gradin                     | Roberto De Angelis |
| 6   | 2010 | La storia di Trixie Palmer | aprile   | Stefano Piani                     | Matteo Resinanti e Antonella Vicari | Roberto De Angelis |
| 7   | 2011 | Rivolta a Redsand          | aprile   | Davide Rigamonti                  | Matteo Resinanti e Antonella Vicari | Roberto De Angelis |
| 7   | 2011 | Yeti!                      | aprile   | Stefano Piani                     | Stefano Casini                      | Roberto De Angelis |
| 7   | 2011 | Profilo criminale          | aprile   | Mirko Perniola                    | Ivan Calcaterra e Oskar             | Roberto De Angelis |
| 8   | 2012 | I morti non ritornano      | aprile   | Mirko Perniola                    | Paolo Di Clemente                   | Roberto De Angelis |
| 8   | 2012 | Viaggio a Gadalas          | aprile   | Bepi Vigna                        | Romeo Toffanetti                    | Roberto De Angelis |
| 8   | 2012 | Iron Jake                  | aprile   | Davide Rigamonti                  | Fabrizio Busticchi e Luana Paesani  | Roberto De Angelis |
| 9   | 2013 | La recluta                 | aprile   | Bepi Vigna                        | Romeo Toffanetti                    | Roberto De Angelis |
| 9   | 2013 | Post Mortem                | aprile   | Gigi Simeoni                      | Gigi Simeoni                        | Roberto De Angelis |
| 9   | 2013 | Il Signore della Guerra    | aprile   | Bepi Vigna                        | Romeo Toffanetti                    | Roberto De Angelis |
| 10  | 2014 | Il mutaforma               | aprile   | Bepi Vigna                        | Gino Vercelli                       | Roberto De Angelis |
| 10  | 2014 | Gioco e doppiogioco        | aprile   | Mirko Perniola                    | Stefano Casini                      | Roberto De Angelis |
| 10  | 2014 | Rotta di collisione        | aprile   | Davide Rigamonti                  | Mario Rossi                         | Roberto De Angelis |
| 11  | 2015 | Il fantasma                | aprile   | Bepi Vigna                        | Maurizio Gradin                     | Roberto De Angelis |
| 12  | 2016 | Le giustiziere             | aprile   | Mirko Perniola                    | Davide Perconti e Francesca Palomba | Roberto De Angelis |
| 12  | 2016 | L'eroe della folla         | aprile   | Andrea Artusi e Alberto Massaggia | Carlo Velardi                       | Roberto De Angelis |
| 13  | 2017 | Illusioni mortali          | aprile   | Mirko Perniola                    | Mario Jannì                         | Roberto De Angelis |
| 13  | 2017 | I cacciatori di Redemption | aprile   | Giovanni Eccher                   | Dante Bastianoni                    | Roberto De Angelis |
| 14  | 2017 | Death Rally                | aprile   | Giovanni Eccher                   | Gino Vercelli                       | Roberto De Angelis |
| 14  | 2017 | Il terrore dei mari        | ottobre  | Giovanni Eccher                   | Rob Dakar Meli                      | Roberto De Angelis |
| 15  | 2018 | Progetto Nemesi            | aprile   | Antonio Zamberletti               | Maurizio Gradin                     | Roberto De Angelis |
| 16  | 2018 | Missione nel sottosuolo    | ottobre  | G.Gualdoni e D.Rigamonti          | Busticchi & Paesani                 | Roberto de Angelis |
| 16  | 2018 | Mercante di morte          | ottobre  | Antonio Zamberletti               | Stefano Santoro                     | Roberto de Angelis |
| 16  | 2018 | Il destino di Keron        | ottobre  | Diego Cajelli                     | Busticchi & Paesani e Mario Jannì   | Roberto de Angelis |
| 17  | 2019 | Inferno verde              | maggio   | Lucio Sammartino                  | Busticchi & Paesani e Mario Jannì   | Davide Gianfelice  |
| 17  | 2019 | Nemici invisibili          | maggio   | Riccardo Secchi                   | Mario Rossi                         | Davide Gianfelice  |
| 17  | 2019 | Scambio di vite            | maggio   | Giovanni Gualdoni                 | Gino Vercelli                       | Davide Gianfelice  |
| 18  | 2019 | Lo spettro di Myriam       | ottobre  | Piero Fissore                     | Emanuele Boccanfuso                 | Davide Gianfelice  |
| 18  | 2019 | Le montagne della paura    | ottobre  | Andrea Garagiola                  | Paolo Di Clemente                   | Davide Gianfelice  |
| 18  | 2019 | Lo schema dell'assassino   | ottobre  | Stefano Piani                     | Michela Da Sacco                    | Davide Gianfelice  |

## Agenzia Alfa
| Nr. | Anno | Titolo                         | Mese     | Soggetto                           | Sceneggiatura                                     | Disegni                                                                | Copertina                           |
| --- | ---- | ------------------------------ | -------- | ---------------------------------- | ------------------------------------------------- | ---------------------------------------------------------------------- | ----------------------------------- |
| 1   | 1997 | La carta della torre           | maggio   | Gabriella Cordone, Alberto Lisiero | Gabriella Cordone, Alberto Lisiero                | Francesco Rizzato                                                      | Roberto De Angelis                  |
| 1   | 1997 | La maschera della morte        | maggio   | Gino Udina                         | Gino Udina e Stefano Piani                        | Andrea Artusi e Davide Perconti                                        | Roberto De Angelis                  |
| 1   | 1997 | La mente che uccide            | maggio   | Giuseppe Pili, Demetrio Venturini  | Bepi Vigna                                        | Romeo Toffanetti                                                       | Roberto De Angelis                  |
| 2   | 1998 | I naufraghi nello spazio       | aprile   | Bepi Vigna                         | Bepi Vigna                                        | Germano Bonazzi                                                        | Roberto De Angelis                  |
| 3   | 1998 | I fiumi del cielo              | dicembre | Stefano Vietti                     | Stefano Vietti                                    | Fabio Jacomelli e Maurizio Gradin                                      | Roberto De Angelis                  |
| 4   | 1999 | I proverbi fiamminghi          | giugno   | Stefano Piani                      | Stefano Piani                                     | Ernestino Michelazzo                                                   | Roberto De Angelis                  |
| 4   | 1999 | Un omicidio per Andy Havilland | giugno   | Stefano Piani                      | Stefano Piani                                     | Francesco Bastianoni                                                   | Roberto De Angelis                  |
| 4   | 1999 | Il tesoro dei templari         | giugno   | Gabriella Cordone, Alberto Lisiero | Gabriella Cordone, Alberto Lisiero                | Paolo Di Clemente                                                      | Roberto De Angelis                  |
| 5   | 2000 | Al di là della galassia        | gennaio  | Bepi Vigna                         | Bepi Vigna                                        | Fabio Jacomelli e Maurizio Gradin                                      | Roberto De Angelis                  |
| 6   | 2000 | Il segreto di Juno 20          | giugno   | Michele Medda                      | Michele Medda                                     | Fabio Jacomelli                                                        | Roberto De Angelis                  |
| 6   | 2000 | Il tradimento                  | giugno   | Angelica Tintori                   | Angelica Tintori                                  | Andrea Bormida                                                         | Roberto De Angelis                  |
| 6   | 2000 | L'astronave fantasma           | giugno   | Giovanni Mattioli                  | Giovanni Mattioli                                 | Massimiliano Bertolini                                                 | Roberto De Angelis                  |
| 6   | 2000 | Il volto del nemico            | giugno   | Antonio Serra                      | Antonio Serra                                     | Andrea Bormida                                                         | Roberto De Angelis                  |
| 7   | 2000 | Il vessillo d'acciaio          | dicembre | Stefano Vietti                     | Stefano Vietti                                    | Dante Bastianoni                                                       | Roberto De Angelis                  |
| 8   | 2001 | Un cadavere per Andy           | giugno   | Stefano Piani                      | Stefano Piani                                     | Ernestino Michelazzo                                                   | Roberto De Angelis                  |
| 8   | 2001 | L'alveare                      | giugno   | Stefano Piani                      | Stefano Piani                                     | Ernestino Michelazzo                                                   | Roberto De Angelis                  |
| 8   | 2001 | Ritorno a casa                 | giugno   | Stefano Vietti                     | Stefano Vietti                                    | Andrea Mutti                                                           | Roberto De Angelis                  |
| 9   | 2002 | Delitto e castigo              | giugno   | Angelica Tintori                   | Angelica Tintori                                  | Andrea Bormida                                                         | Roberto De Angelis                  |
| 9   | 2002 | La resa dei conti              | giugno   | Stefano Vietti                     | Stefano Vietti                                    | Andrea Mutti                                                           | Roberto De Angelis                  |
| 9   | 2002 | Vite future                    | giugno   | Gabriella Cordone, Alberto Lisiero | Gabriella Cordone, Alberto Lisiero                | Fabio Jacomelli                                                        | Roberto De Angelis                  |
| 10  | 2003 | Il segreto dei mutati          | gennaio  | Stefano Vietti                     | Stefano Vietti                                    | Andrea Cascioli                                                        | Roberto De Angelis                  |
| 11  | 2003 | L'uomo dei ghiacci             | giugno   | Stefano Piani                      | Stefano Piani                                     | Francesco Bastianoni                                                   | Roberto De Angelis                  |
| 11  | 2003 | Il ritorno di Janus            | giugno   | Antonio Serra                      | Antonio Serra                                     | Elena Pianta                                                           | Roberto De Angelis                  |
| 11  | 2003 | La donna tigre                 | giugno   | Riccardo Secchi                    | Riccardo Secchi                                   | Andrea Bormida                                                         | Roberto De Angelis                  |
| 12  | 2004 | Il guerriero invincibile       | giugno   | Antonio Serra                      | Antonio Serra                                     | Elena Pianta                                                           | Roberto De Angelis                  |
| 12  | 2004 | Amore e sangue                 | giugno   | Stefano Piani                      | Stefano Piani                                     | Francesco Bastianoni                                                   | Roberto De Angelis                  |
| 12  | 2004 | Incidente mortale              | giugno   | Stefano Piani                      | Stefano Piani                                     | Gigi Simeoni                                                           | Roberto De Angelis                  |
| 12  | 2004 | Frammenti di vita              | giugno   | Angelica Tintori                   | Angelica Tintori                                  | Andrea Bormida                                                         | Roberto De Angelis                  |
| 13  | 2005 | Amore fatale                   | giugno   | Stefano Piani                      | Stefano Piani                                     | Andrea Cascioli                                                        | Roberto De Angelis                  |
| 13  | 2005 | Piccoli detective              | giugno   | Stefano Piani                      | Stefano Piani                                     | Gigi Simeoni                                                           | Roberto De Angelis                  |
| 13  | 2005 | Un'altra vita                  | giugno   | Alberto Ostini                     | Alberto Ostini                                    | Simona Denna e Francesca Palomba                                       | Roberto De Angelis                  |
| 13  | 2005 | Il segreto della foresta       | giugno   | Michele Medda                      | Angelica Tintori                                  | Andrea Mutti                                                           | Roberto De Angelis                  |
| 14  | 2006 | I nuovi eroi                   | gennaio  | Stefano Vietti                     | Stefano Vietti                                    | Fabio Jacomelli                                                        | Roberto De Angelis                  |
| 15  | 2007 | Missione in Eurasia            | gennaio  | Stefano Piani                      | Stefano Piani                                     | Gigi Simeoni e Francesco Rizzato                                       | Roberto De Angelis                  |
| 16  | 2007 | Agguato nella giungla          | giugno   | Lucio Sammartino                   | Lucio Sammartino                                  | Elena Pianta                                                           | Roberto De Angelis                  |
| 16  | 2007 | La casa sulla collina          | giugno   | Stefano Piani                      | Stefano Piani                                     | Davide Perconti                                                        | Roberto De Angelis                  |
| 16  | 2007 | Soldati d'acciaio              | giugno   | Stefano Piani                      | Stefano Piani                                     | Pier Gallo                                                             | Roberto De Angelis                  |
| 16  | 2007 | Big Red                        | giugno   | Stefano Piani                      | Stefano Piani                                     | Francesco Rizzato                                                      | Roberto De Angelis                  |
| 17  | 2008 | Calliope                       | gennaio  | Stefano Piani                      | Stefano Piani                                     | Andrea Cascioli                                                        | Roberto De Angelis                  |
| 18  | 2008 | Sul tetto del mondo            | luglio   | Lucio Sammartino                   | Lucio Sammartino                                  | Francesco Rizzato                                                      | Roberto De Angelis                  |
| 18  | 2008 | Doppia minaccia                | luglio   | Stefano Piani                      | Stefano Piani                                     | Andrea Bormida                                                         | Roberto De Angelis                  |
| 18  | 2008 | La macchina dei sogni          | luglio   | Bepi Vigna                         | Bepi Vigna                                        | Romeo Toffanetti                                                       | Roberto De Angelis                  |
| 18  | 2008 | L'asteroide della morte        | luglio   | Lucio Sammartino                   | Lucio Sammartino                                  | Fabio Jacomelli                                                        | Roberto De Angelis                  |
| 19  | 2009 | Battaglia per la libertà       | gennaio  | Stefano Vietti                     | Stefano Vietti                                    | Fabio Jacomelli e Stefano Martino                                      | Roberto De Angelis                  |
| 20  | 2009 | Hydra                          | giugno   | Stefano Piani                      | Stefano Piani                                     | Andrea Bormida                                                         | Roberto De Angelis                  |
| 20  | 2009 | Dramma in alto mare            | giugno   | Stefano Piani                      | Stefano Piani                                     | Mario Rossi                                                            | Roberto De Angelis                  |
| 20  | 2009 | Un'amica nei guai              | giugno   | Bepi Vigna                         | Bepi Vigna                                        | Antonio Fara                                                           | Roberto De Angelis                  |
| 21  | 2010 | La città sepolta               | gennaio  | Stefano Vietti                     | Stefano Vietti                                    | Lucia Arduini                                                          | Roberto De Angelis                  |
| 21  | 2010 | Una missione per due           | gennaio  | Stefano Vietti                     | Stefano Vietti                                    | Silvia Corbetta                                                        | Roberto De Angelis                  |
| 21  | 2010 | L'armata della macchine        | gennaio  | Stefano Vietti                     | Stefano Vietti                                    | Francesco Rizzato e Mariano De Biase                                   | Roberto De Angelis                  |
| 22  | 2010 | La regina della foresta        | luglio   | Antonio Serra                      | Mirko Perniola                                    | Mario Atzori, Oskar, Mariano De Biase                                  | Roberto De Angelis                  |
| 22  | 2010 | Anchor woman                   | luglio   | Stefano Piani                      | Stefano Piani                                     | Andrea Bormida                                                         | Roberto De Angelis                  |
| 22  | 2010 | Il demone di Waldur            | luglio   | Antonio Serra                      | Lucio Sammartino, Antonio Serra                   | Antonella Platano                                                      | Roberto De Angelis                  |
| 22  | 2010 | Un dramma per Janine           | luglio   | Stefano Vietti                     | Stefano Vietti                                    | Roberto De Angelis                                                     | Roberto De Angelis                  |
| 22  | 2010 | La clinica della morte         | luglio   | Lucio Sammartino                   | Lucio Sammartino                                  | Francesca Palomba                                                      | Roberto De Angelis                  |
| 23  | 2011 | I misteri di Parigi            | giugno   | Stefano Vietti                     | Stefano Vietti                                    | Mario Jannì                                                            | Roberto De Angelis                  |
| 23  | 2011 | Gli invasori                   | giugno   | Stefano Vietti                     | Stefano Vietti                                    | Francesco Rizzato e Mariano De Biase                                   | Roberto De Angelis                  |
| 24  | 2011 | La strage degli innocenti      | ottobre  | Lucio Sammartino                   | Lucio Sammartino                                  | Davide Perconti                                                        | Roberto De Angelis                  |
| 24  | 2011 | Il mostro di Babilonia         | ottobre  | Stefano Vietti                     | Stefano Vietti                                    | Lucia Arduini                                                          | Roberto De Angelis                  |
| 24  | 2011 | Agente Speciale Janine         | ottobre  | Stefano Piani                      | Stefano Piani                                     | Mario Rossi                                                            | Roberto De Angelis                  |
| 25  | 2012 | Genesi Alfa                    | febbraio | Stefano Vietti                     | Stefano Vietti                                    | Stefano Martino                                                        | Roberto De Angelis                  |
| 26  | 2012 | Operazione di recupero         | giugno   | Lucio Sammartino                   | Lucio Sammartino                                  | Mariano De Biase e Luca Corda                                          | Roberto De Angelis                  |
| 26  | 2012 | Madre vendetta                 | giugno   | Lucio Sammartino                   | Lucio Sammartino                                  | Antonella Vicari                                                       | Roberto De Angelis                  |
| 26  | 2012 | Il culto della follia          | giugno   | Davide Rigamonti                   | Davide Rigamonti                                  | Lucia Arduini                                                          | Roberto De Angelis                  |
| 27  | 2012 | Incubo genetico                | ottobre  | Davide Rigamonti                   | Davide Rigamonti                                  | Lucia Arduini                                                          | Roberto De Angelis                  |
| 27  | 2012 | La maschera dell'odio          | ottobre  | Davide Rigamonti                   | Davide Rigamonti                                  | Francesco Rizzato                                                      | Roberto De Angelis                  |
| 27  | 2012 | La spada magica                | ottobre  | Lucio Sammartino                   | Lucio Sammartino                                  | Mario Atzori                                                           | Roberto De Angelis                  |
| 28  | 2013 | Trappola sul mare              | giugno   | Stefano Piani                      | Stefano Piani                                     | Anna Lazzarini                                                         | Roberto De Angelis                  |
| 28  | 2013 | Uomo o macchina?               | giugno   | Davide Rigamonti                   | Davide Rigamonti                                  | Emanuele Boccanfuso                                                    | Roberto De Angelis                  |
| 28  | 2013 | Il bersaglio                   | giugno   | Mirko Perniola                     | Mirko Perniola                                    | Ivan Zoni                                                              | Roberto De Angelis                  |
| 28  | 2013 | Come un ladro nella notte      | giugno   | Giovanni Eccher                    | Giovanni Eccher                                   | Lucia Arduini                                                          | Roberto De Angelis                  |
| 28  | 2013 | Due contro tutti               | giugno   | Mirko Perniola                     | Mirko Perniola                                    | Alessia Martusciello                                                   | Roberto De Angelis                  |
| 29  | 2013 | Attacco alla Yakuza            | ottobre  | Mirko Perniola                     | Mirko Perniola                                    | Anna Lazzarini                                                         | Roberto De Angelis                  |
| 29  | 2013 | Alta moda                      | ottobre  | Giovanni Eccher                    | Giovanni Eccher                                   | Lucia Arduini                                                          | Roberto De Angelis                  |
| 29  | 2013 | Crash Test                     | ottobre  | Davide Rigamonti                   | Davide Rigamonti                                  | Ivan Zoni                                                              | Roberto De Angelis                  |
| 29  | 2013 | I volti delle ombre            | ottobre  | Davide Rigamonti                   | Davide Rigamonti                                  | Paolo Di Clemente                                                      | Roberto De Angelis                  |
| 29  | 2013 | La prova                       | ottobre  | Giovanni Gualdoni                  | Giovanni Gualdoni                                 | Luciano Regazzoni                                                      | Roberto De Angelis                  |
| 30  | 2014 | Quando la ragione tace         | febbraio | Davide Rigamonti                   | Davide Rigamonti                                  | Max Bertolini                                                          | Roberto De Angelis                  |
| 31  | 2014 | La guerra del buio             | giugno   | Antonio Serra                      | Alessandro Russo, Stefano Piani, Lucio Sammartino | Stefano Martino, Anna Lazzarini, Davide Perconti, Oskar, Sergio Giardo | Roberto De Angelis                  |
| 32  | 2014 | Triplice Attacco               | novembre | Davide Rigamonti                   | Davide Rigamonti                                  | Fabio Jacomelli                                                        | Roberto De Angelis                  |
| 32  | 2014 | Uomini e Superuomini           | novembre | Giovanni Gualdoni                  | Giovanni Gualdoni                                 | Luciano Regazzoni                                                      | Roberto De Angelis                  |
| 32  | 2014 | La Tata                        | novembre | Alessandro Russo                   | Alessandro Russo                                  | Rosario Raho                                                           | Roberto De Angelis                  |
| 32  | 2014 | Il Dubbio                      | novembre | Gabriella Cordone Lisiero          | Gabriella Cordone Lisiero                         | Mariano De Biase                                                       | Roberto De Angelis                  |
| 32  | 2014 | Le due guerriere               | novembre | Giovanni Gualdoni                  | Giovanni Gualdoni                                 | Massimo Dall'Oglio                                                     | Roberto De Angelis                  |
| 33  | 2015 | Il sole del mattino            | febbraio | Stefano Piani                      | Stefano Piani                                     | Melissa Zanella                                                        | Roberto De Angelis                  |
| 34  | 2015 | Lo sguardo del testimone       | giugno   | Davide Rigamonti                   | Davide Rigamonti                                  | Matteo Resinanti e Antonella Vicari                                    | Roberto De Angelis                  |
| 34  | 2015 | La balena mutante              | giugno   | Giovanni Gualdoni                  | Giovanni Gualdoni                                 | Francesca Palomba                                                      | Roberto De Angelis                  |
| 34  | 2015 | Variazione di rotta            | giugno   | Giovanni Gualdoni                  | Giovanni Gualdoni                                 | Mario Atzori                                                           | Roberto De Angelis                  |
| 34  | 2015 | Mistero al circo               | giugno   | Mirko Perniola                     | Mirko Perniola                                    | Mariano de Biase                                                       | Roberto De Angelis                  |
| 34  | 2015 | Crimson                        | giugno   | Piero Fissore                      | Piero Fissore                                     | Massimo Dall'Oglio                                                     | Roberto De Angelis                  |
| 35  | 2015 | Nato dal buio                  | ottobre  | Antonio Serra                      | Alessandro Russo                                  | Alessandro Russo e Riccardo Chiereghin                                 | Roberto De Angelis                  |
| 36  | 2016 | La scelta di Kay               | febbraio | Alessandro Russo                   | Alessandro Russo                                  | Rosario Raho                                                           | Roberto de Angelis                  |
| 36  | 2016 | Tra le foreste del nord        | febbraio | Lucio Sammartino                   | Lucio Sammartino                                  | Mario Atzori                                                           | Roberto de Angelis                  |
| 36  | 2016 | Il signore del cosmo           | febbraio | Davide Rigamonti                   | Davide Rigamonti                                  | Lucia Arduini                                                          | Roberto de Angelis                  |
| 37  | 2016 | Noi, robot                     | giugno   | Bepi Vigna                         | Bepi Vigna                                        | Ivan Vitolo                                                            | Roberto De Angelis                  |
| 37  | 2016 | Fuga su Marte                  | giugno   | Giovanni Gualdoni                  | Giovanni Gualdoni                                 | Lucia Arduini                                                          | Roberto De Angelis                  |
| 37  | 2016 | Tokoloshe                      | giugno   | Mirko Perniola                     | Mirko Perniola                                    | Alessia Martusciello e Alberto Pizzetti                                | Roberto De Angelis                  |
| 37  | 2016 | Doppio inganno                 | giugno   | Adriano Barone                     | Adriano Barone                                    | Oskar                                                                  | Roberto De Angelis                  |
| 37  | 2016 | Connessione                    | giugno   | Garbella Cordone Lisiero           | Garbella Cordone Lisiero                          | Gino Vercelli                                                          | Roberto De Angelis                  |
| 37  | 2016 | Il cuore della cometa          | giugno   | Giovanni Gualdoni                  | Giovanni Gualdoni                                 | Anna Lazzarini                                                         | Roberto De Angelis                  |
| 38  | 2016 | I figli del buio               | ottobre  | Alessandro Russo                   | Alessandro Russo                                  | Massimo Dall'Oglio                                                     | Massimo Dall'Oglio                  |
| 39  | 2017 | On the road                    | giugno   | Stefano Piani                      | Stefano Piani                                     | Elisabetta Barletta                                                    | Simona Denna                        |
| 39  | 2017 | La prima avventura di Betty    | giugno   | Lucio Sammartino                   | Lucio Sammartino                                  | Italo Mattone                                                          | Simona Denna                        |
| 39  | 2017 | Il rapimento                   | giugno   | Lucio Sammartino                   | Lucio Sammartino                                  | Davide Perconti                                                        | Simona Denna                        |
| 39  | 2017 | Un mondo migliore              | giugno   | Piero Fissore                      | Piero Fissore                                     | Alessia Martusciello e Alberto Pizzetti                                | Simona Denna                        |
| 40  | 2018 | Moth                           | gennaio  | Lucio Sammartino                   | Lucio Sammartino                                  | Fabio Jacomelli                                                        | Fabio Jacomelli                     |
| 40  | 2018 | Il fabbricante d'armi          | gennaio  | Stefano Piani                      | Stefano Piani                                     | Pier Gallo                                                             | Fabio Jacomelli                     |
| 41  | 2018 | Nora                           | giugno   | Andrea Garagiola                   | Andrea Garagiola                                  | Andrea Bormida, Francesca Palomba, Luciano Regazzoni                   | Alessandro Russo, Francesca Palomba |
| 41  | 2018 | Il signore del buio            | giugno   | Alessandro Russo                   | Alessandro Russo                                  | Alessandro Russo Francesca Palomba                                     | Alessandro Russo, Francesca Palomba |
| 42  | 2019 | Il castello degli immortali    | gennaio  | Stefano Piani                      | Stefano Piani                                     | Ivan Zoni                                                              | Ivan Zoni                           |
| 43  | 2019 | Inferno di silicio             | giugno   | Alessandro Russo                   | Alessandro Russo                                  | Alessandro Russo                                                       | Ivan Zoni                           |
| 43  | 2019 | Echi dal passato               | giugno   | Davide Rigamonti                   | Davide Rigamonti                                  | Lucia Arduini                                                          | Ivan Zoni                           |

## Asteroide Argo
Asteroide Argo è una serie a fumetti creata dallo sceneggiatore Bepi Vigna per la Sergio Bonelli Editore. Si tratta di uno spin-off annuale della serie Nathan Never.
L'ambientazione è quella di un gruppo di umani a bordo dell'Asteroide Argo (controllato dal supercomputer Eloisa), che si trovano catapultati in una galassia dove, su numerosi pianeti, si sono sviluppate civiltà aliene che hanno raggiunto un altissimo grado di tecnologia. Una di queste civiltà aliene, quella della razza Kungdinas, era già apparsa su Martin Mystère.
I primi episodi, che rappresentano un antefatto della serie, sono apparsi sulla collana Agenzia Alfa n. 2 (maggio 1998), intitolato I Naufraghi dello Spazio e Agenzia Alfa n. 5, (febbraio 2000) intitolato Al di là della Galassia.
Gli albi della serie sono stati pubblicati dal febbraio 2002 tutti come supplementi alla collana Agenzia Alfa
| N. | Titolo                       | Data di pubblicazione | Soggetto   | Sceneggiatura | Disegni                          | Copertina          |
| -- | ---------------------------- | --------------------- | ---------- | ------------- | -------------------------------- | ------------------ |
| 1  | Il pianeta delle sabbie      | febbraio 2002         | Bepi Vigna | Bepi Vigna    | Ernestino Michelazzo             | Roberto De Angelis |
| 2  | Gli esploratori dello spazio | febbraio 2004         | Bepi Vigna | Bepi Vigna    | Fabio Jacomelli                  | Roberto De Angelis |
| 3  | Il pianeta degli schiavi     | giugno 2006           | Bepi Vigna | Bepi Vigna    | Elena Pianta                     | Roberto De Angelis |
| 4  | Un nuovo inizio              | febbraio 2011         | Bepi Vigna | Bepi Vigna    | Andrea Bormida e Silvia Corbetta | Roberto De Angelis |
| 5  | Il destino dell'impero       | febbraio 2012         | Bepi Vigna | Bepi Vigna    | Elena Pianta                     | Max Bertolinì      |
| 6  | Intrigo su Jhang 2           | febbraio 2013         | Bepi Vigna | Bepi Vigna    | Andrea Bormida e Silvia Corbetta | Max Bertolini      |
| 7  | Zona esterna                 | febbraio 2014         | Bepi Vigna | Bepi Vigna    | Andrea Bormida                   | Max Bertolini      |
| 8  | Cramos                       | febbraio 2015         | Bepi Vigna | Bepi Vigna    | Andrea Bormida                   | Max Bertolini      |
| 9  | Il mistero dei terrestri     | febbraio 2016         | Bepi Vigna | Bepi Vigna    | Andrea Bormida                   | Max Bertolini      |
| 10 | Oltre la porta del tempo     | febbraio 2017         | Bepi Vigna | Bepi Vigna    | Andrea Bormida e Silvia Corbetta | Max Bertolini      |

## Universo Alfa
Il diciottesimo albo "Generazione Futuro" è colorato da Daniele Rudoni e Alessandro Musumeci.
Legenda serie
- Sezione Eurasia
- La Squadra Fantasma
- Dipartimento 51
- Guerra Futura 2104/2115
- Le Cronache di Marte
- Il mondo dei robot
- Generazione Futuro
- ESP files

| N. | Titolo | Titolo                    | Data di pubblicazione | Soggetto                                                                                       | Sceneggiatura                                                                                  | Disegni                                                                                                | Copertina     |
| -- | ------ | ------------------------- | --------------------- | ---------------------------------------------------------------------------------------------- | ---------------------------------------------------------------------------------------------- | --- | ------------- |
| 1  |        | La terra dei lupi         | novembre 2007         | Alberto Ostini                                                                                 | Alberto Ostini                                                                                 | Antonella Platano Silvia Corbetta Davide Perconti                                                      | Max Bertolini |
| 2  |        | La minaccia androide      | maggio 2008           | Stefano Vietti                                                                                 | Stefano Vietti                                                                                 | Patrizia Mandanici                                                                                     | Max Bertolini |
| 3  |        | L'orrore della miniera    | novembre 2008         | Stefano Vietti                                                                                 | Stefano Vietti                                                                                 | Gino Vercelli                                                                                          | Max Bertolini |
| 4  |        | Il Signore delle Ombre    | maggio 2009           | Alberto Ostini                                                                                 | Alberto Ostini                                                                                 | Antonella Platano Mariano De Biase                                                                     | Max Bertolini |
| 5  |        | La città delle sabbie     | novembre 2009         | Stefano Vietti                                                                                 | Stefano Vietti                                                                                 | Patrizia Mandanici                                                                                     | Max Bertolini |
| 6  |        | Il segreto del multiverso | maggio 2010           | Stefano Vietti                                                                                 | Stefano Vietti                                                                                 | Gino Vercelli                                                                                          | Max Bertolini |
| 7  |        | Gli eroi del domani       | novembre 2010         | Stefano Vietti                                                                                 | Stefano Vietti                                                                                 | Busticchi & Paesani Ivan Calcaterra Paolo Di Clemente                                                  | Max Bertolini |
| 8  |        | La regina dei robot       | maggio 2011           | Stefano Vietti                                                                                 | Stefano Vietti                                                                                 | Patrizia Mandanici                                                                                     | Max Bertolini |
| 9  |        | Il Manipolatore           | novembre 2011         | Stefano Vietti                                                                                 | Stefano Vietti                                                                                 | Gino Vercelli                                                                                          | Max Bertolini |
| 10 |        | Rapporti di guerra        | maggio 2012           | Stefano Vietti                                                                                 | Stefano Vietti                                                                                 | Busticchi & Paesani Paolo Di Clemente Oskar                                                            | Max Bertolini |
| 11 |        | La linea del fronte       | novembre 2012         | Alberto Ostini                                                                                 | Alberto Ostini                                                                                 | Antonella Platano Mariano De Biase                                                                     | Max Bertolini |
| 12 |        | Il Gladiatore             | maggio 2013           | Bepi Vigna                                                                                     | Bepi Vigna                                                                                     | Germano Bonazzi                                                                                        | Max Bertolini |
| 13 |        | Invasione Marziana        | novembre 2013         | Stefano Vietti                                                                                 | Stefano Vietti                                                                                 | Max Bertolini Michela Da Sacco Ivan Fiorelli Oskar Giacomo Pueroni Stefano Santoro                     | Max Bertolini |
| 14 |        | Memorie artificiali       | maggio 2014           | Giovanni Eccher Giovanni Gualdoni Mirko Perniola Davide Rigamonti Antonio Serra Stefano Vietti | Giovanni Eccher Giovanni Gualdoni Mirko Perniola Davide Rigamonti Antonio Serra Stefano Vietti | Emanuele Boccanfuso Valentino Forlini Sergio Giardo Maurizio Gradin Luciano Regazzoni Romeo Toffanetti | Max Bertolini |
| 15 |        | Interferenze              | novembre 2014         | Stefano Vietti                                                                                 | Stefano Vietti                                                                                 | Gino Vercelli Giacomo Pueroni Francesco Mortarino Luciano Regazzoni                                    | Max Bertolini |
| 16 |        | Il tallone di ferro       | maggio 2015           | Bepi Vigna                                                                                     | Bepi Vigna                                                                                     | Giéz                                                                                                   | Max Bertolini |
| 17 |        | Eroi per forza            | novembre 2015         | Stefano Vietti                                                                                 | Stefano Vietti                                                                                 | Maurizio Gradin Oskar Luciano Regazzoni                                                                | Max Bertolini |
| 18 |        | Attacco alla Terra        | maggio 2016           | Stefano Vietti                                                                                 | Stefano Vietti                                                                                 | Ivan Fiorelli                                                                                          | Max Bertolini |
| 19 |        | La caduta di Cydonia      | novembre 2016         | Bepi Vigna                                                                                     | Bepi Vigna                                                                                     | Giéz                                                                                                   | Max Bertolini |
| 20 |        | Phantom!                  | maggio 2017           | Alberto Ostini                                                                                 | Alberto Ostini                                                                                 | Mario Jannì                                                                                            | Max Bertolini |
| 21 |        | Paradiso perduto          | novembre 2017         | Giovanni Gualdoni e Davide Rigamonti                                                           | Giovanni Gualdoni e Davide Rigamonti                                                           | Emanuele Boccanfuso                                                                                    | Max Bertolini |
| 22 |        | I figli dell'Eden         | maggio 2018           | Giovanni Gualdoni e Davide Rigamonti                                                           | Giovanni Gualdoni e Davide Rigamonti                                                           | Ivan Fiorelli                                                                                          | Max Bertolini |

## One Shot
| Titolo                      | Data di pubblicazione | Soggetto                                        | Sceneggiatura    | Disegni                           | Copertina     |
| --------------------------- | --------------------- | ----------------------------------------------- | ---------------- | --------------------------------- | ------------- |
| Nathan Never presenta Klonz | dicembre 1994         | Michele Medda                                   | Michele Medda    | Leone Cimpellin Paolo Di Clemente | Mario Alberti |
| Prigioniero del futuro      | marzo 1996            | Alfredo Castelli                                | Antonio Serra    | Gino Vercelli                     | Gino Vercelli |
| Il Segreto di Altrove       | febbraio 2001         | Vincenzo Beretta Alfredo Castelli Antonio Serra | Vincenzo Beretta | Gino Vercelli                     | Gino Vercelli |